# (8747) Asahi
(8747) Asahi (1998 FS73) – planetoida z pasa głównego asteroid okrążająca Słońce w ciągu 5,33 lat w średniej odległości 3,05 au. Odkryta 24 marca 1998 roku.